# Seremban
Seremban est une ville de Malaisie, la capitale de l'État malaisien de Negeri Sembilan, situé dans le district de Seremban, un des sept districts de Negeri Sembilan. La ville est administrée par le Conseil Municipal de Seremban  ou Majlis Bandaraya Seremban. Le 9 septembre 2009, Seremban devait être élevé au rang de 'grande ville', mais cette décision a été suspendue pour des raisons techniques.

## Toponymie
Seremban a été fondé sous le  nom Sungei Ujong (ou Sungai Ujong), d'après un fleuve qui se trouve à proximité. 
La ville est connue aussi sous le nom « Fú Róng » (芙蓉) parmi la communauté sino-malaisienne, bien que le nom ne soit pas reconnu officiellement.

## Histoire
Seremban est né avec la découverte de cassitérite  dans les années 1870 comme c’était le cas pour d’autres villes de la Malaisie Péninsulaire. La découverte de cassitérite à Rasah, à proximité de Seremban a vu un afflux d’immigrés arabes, malais et chinois qui sont venus travailler dans les mines et y faire du commerce. La population locale de Malais était pour la plupart des agriculteurs et ils étaient réticents lorsqu’il s’agit de changer de métier et d’affronter de nouveaux défis.
Seremban, connu à l’époque sous le nom Sungai Ujong, prospérait pas seulement dans l’exploitation minière mais aussi comme un centre commercial. Le fleuve Linggi était le seul moyen  de faire entrer et sortir l’étain et les fournitures dans la ville. Les bénéfices n’était pas seulement tirés du secteur de commerce de l’étain mais aussi des taxes collectées, au grand dam des commerçants et les colonialistes britanniques dans le port de Melaka.
Les chefs locaux notamment le Dato’ Kelana et le Dato’ Shahbandar de Sungai Ujong étaient en conflit sur les droits de collecter les taxes et la possession et le contrôle des mines. La rivalité pour affirmer leur autorité a ouvert la porte pour l’intervention britannique au Negeri Sembilan. Les Britanniques se sont mis du côté du Dato’ Kelana après son invitation et ils ont vaincu les forces du Dato’ Bandar qui était ensuite parti en exil à Singapour.  Pour montrer sa gratitude aux Britanniques de l’avoir aidé, le Dato’ Kelana n’avait pas d’autre choix que d’accepter un résident Britannique dont le rôle était de lui donner des conseils sur les affaires administratives à part la religion et les coutumes malaises. Ceci marque aussi le début de la colonisation britannique au Negeri Sembilan.
Le Capitaine Murray a été nommé comme le premier Résident où il s’est allé installé plus tard à Channer Road, maintenant rebaptisée Jalan Dato’ Siamang Gagap. Peu après, les habitants de Rasah ont déménagé à Channer Road pour des raisons de sécurité et pour son administration organisée.

### Statut de grande ville
Seremban est une des quatre capitales d’État qui ne s’est pas encore vu attribuer le statut d’une grande ville (en malais, « bandar raya ») à part Kota Bharu, Kuantan et Kangar. Le statut d’une grande ville en Malaisie est attribué après avoir rempli quelques critères, parmi eux, le nombre d’habitants, les infrastructures, les transports publics et les revenus. En être une est considéré comme un privilège. Cependant le Ministère du Logement et des Gouvernements Locaux a donné son accord pour déclarer Seremban une grande ville dès le 9 septembre 2009. Pour atteindre ce statut, le gouvernement d’État a approuvé la fusion des deux conseils municipaux : Majlis Perbandaran Nilai (Conseil Municipal de Nilai, une ville au nord-ouest de Seremban près de la frontière entre Negeri Sembilan et Selangor) et Majlis Perbandaran Seremban (Conseil Municipal de Seremban).

## Géographie

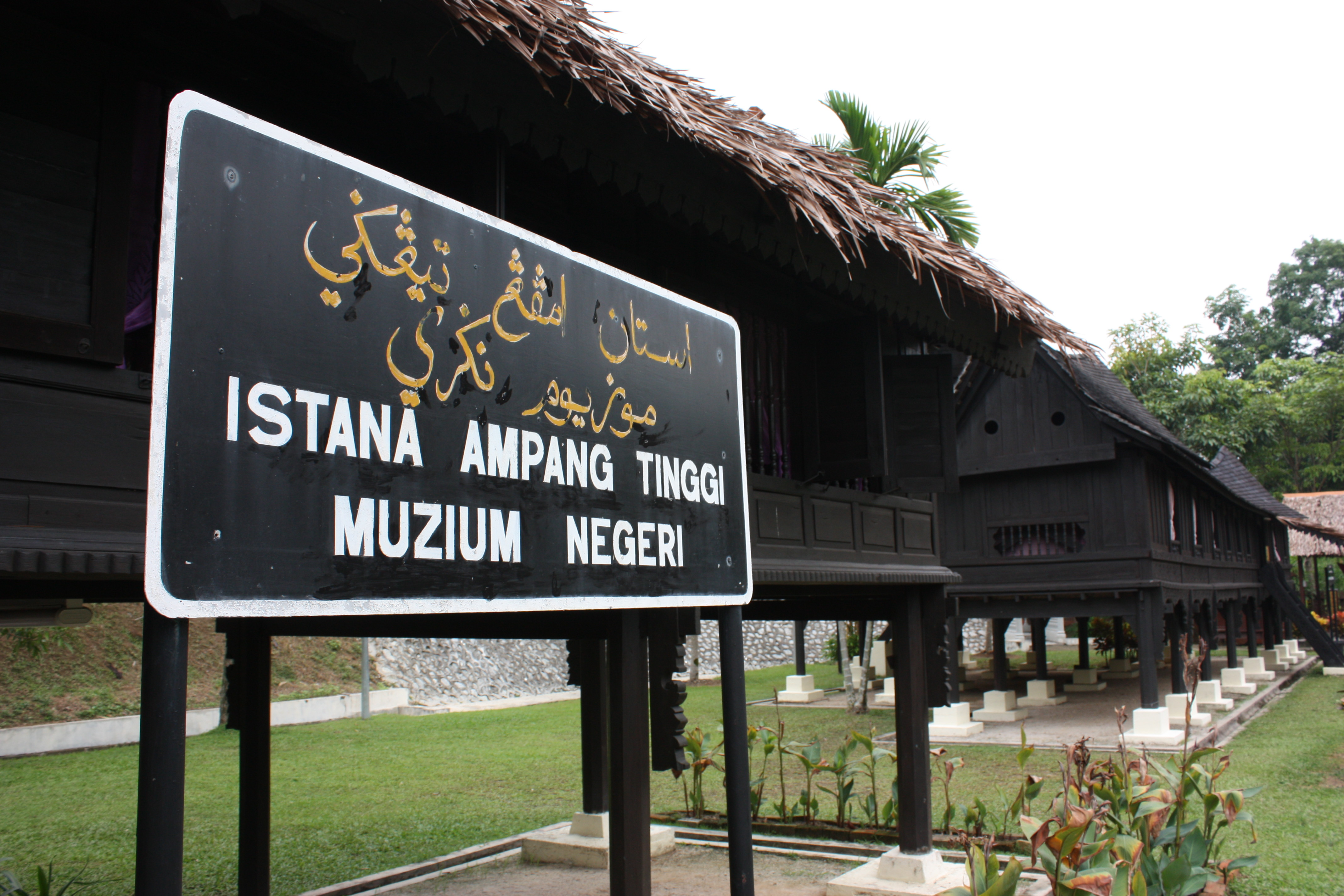
Istana Ampang Tinggi Seremban

Seremban est situé approximativement 30 kilomètres de la côte. La ville est située dans la vallée du fleuve de Linggi, en bordure des contreforts de Titiwangsa. Le terrain est assez vallonné, et la terre est généralement latéritique, favorable à la culture de l’hévéa et du palmier à huile, ce qui fait Seremban le centre agricole de l’État. Depuis la fondation de Seremban, le fleuve Linggi a joué un rôle important pour le développement de la ville. Pendant la pleine expansion de l’exploitation minière d’étain, le fleuve Linggi River était une voie de transport importante pour les commerçants de l’étain. Aujourd’hui, c’est une source d’eau essentielle alimentant Seremban et le Negeri Sembilan.

### Climat
Le climat de Seremban, comme le reste de la Malaisie Péninsulaire est généralement chaud et humide (tropical) avec une température moyenne de 27 à 30 degrés Celsius. La plupart des précipitations est ressentie pendant la période inter-mousson du mois d’avril et d’octobre. Le temps reste généralement sec pour le reste de l’année avec des averses intermittentes.

## Histoire

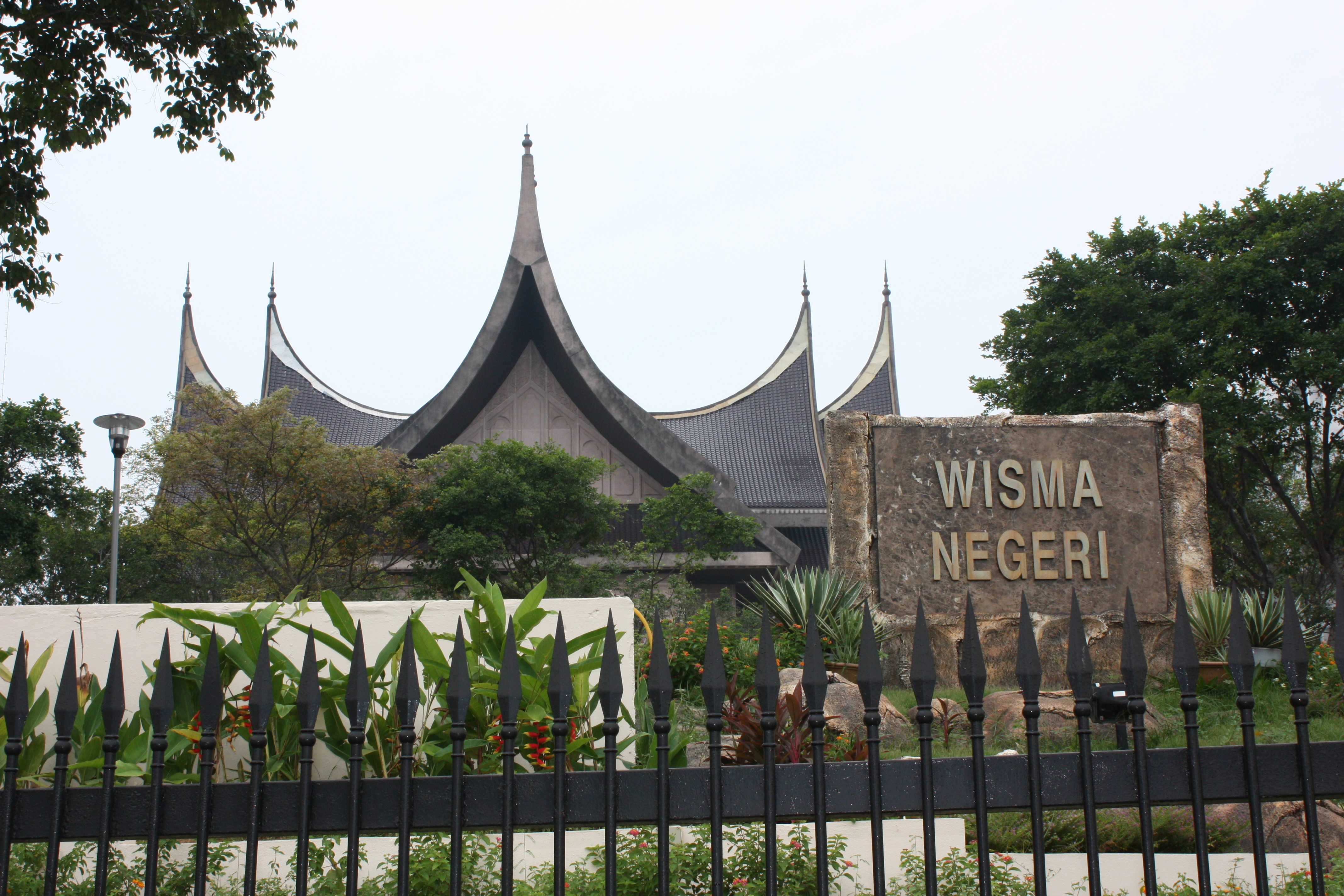
Wisma Negeri

Historiquement, le Negeri Sembilan est influencé par les Minangkabau, un peuple originaire de Sumatra occidental, dans l'Indonésie actuelle. Seremban est donc le centre culturel de Minangkabau en Malaisie. L’étymologie du nom Minangkabau provient des mots malais menang kerbau qui signifient « buffle victorieux ». Les Minangkabau sont connus pour le profil des toitures de leurs grandes maisons, qui ressemblent à la courbe ascendante des cornes de buffles. De nombreux édifices à Seremban ont adapté cet aspect architectural, tels que le Hall du Conseil Municipal de Seremban, le Wisma Negeri (où siège l’Assemblée Législative de l’État) et le Musée de l’État.
Le peuple de Negeri Sembilan se distingue aussi par sa pratique d’une tradition matrilinéaire de Minangkabau ancienne appelée  l’Adat Perpatih, une des rares traditions au monde où les femmes sont privilégiées vis-à-vis des hommes. Toutefois cette tradition se pratique de moins en moins avec l’application du droit de la famille basé sur l’Islam depuis le siècle dernier.

## Transports

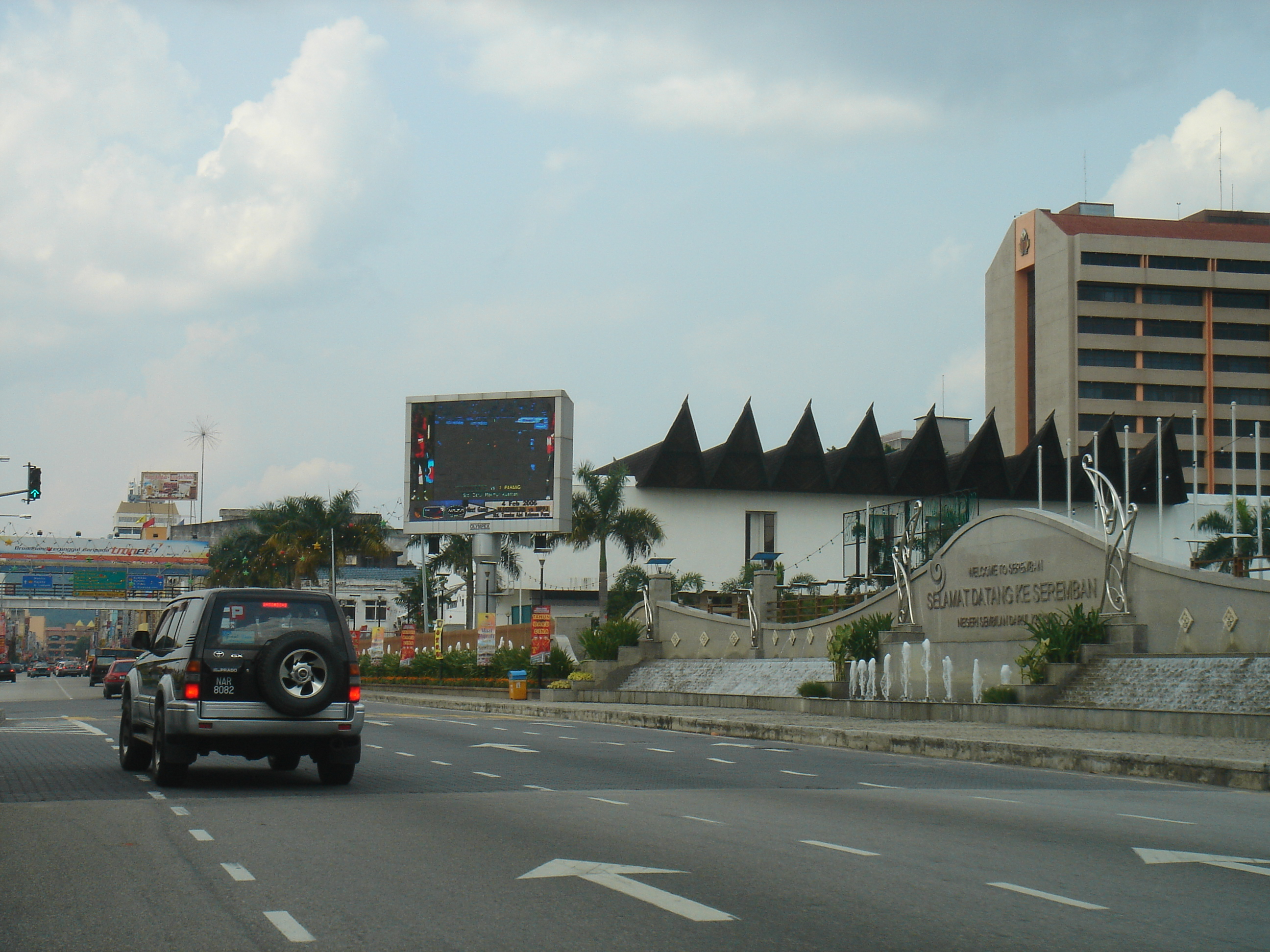
Rue principale de Seremban.

La voie ferroviaire a été construite dans les années 1890 initialement pour desservir la ligne principale de Kuala Lumpur-Singapour, et jusqu'à aujourd'hui, la gare de Seremban est une des gares importantes sur cette ligne. La Gare de Seremban est aussi le terminus méridional du réseau électrifié de train de banlieue de Keretapi Tanah Melayu, le KTM Komuter, qui relie la ville à Kuala Lumpur et la Vallée de Kelang sur la Ligne Rawang-Seremban. La Route Fédérale 1, la route principale la plus ancienne de Malaisie, qui relie les villes principales de la Côte Occidentale de la Malaisie péninsulaire, passe par Seremban. Elle relie Seremban aux villes avoisinantes telles que Rembau et Tampin au sud et Kajang, Selangor au nord. De Seremban, l'accès est également possible pour se rendre aux villes de Kuala Klawang et Kuala Pilah à l'est et la ville côtière connue pour ses plages, Port Dickson à l'ouest.
Negeri Sembilan est un des deux États de Malaisie qui n'est pas accessible par voie aérienne (Perlis étant l'autre État). Cependant l'Aéroport international de Kuala Lumpur (KLIA) est à moins de 30 minutes en voiture de Seremban : il est en fait plus proche de Seremban que de Kuala Lumpur.

## Personnalités liées
- Siti Nordiana, actrice et chanteuse, y est née en 1984.